# کیگو
شیره گِروِل-داهل (به نروژی: Kyrre Gørvell-Dahll) (زادهٔ ۱۱ سپتامبر ۱۹۹۱ میلادی) که معمولاً با نام هنری کیگو (گاهی به شکل نماد KYGO بکار می‌رود) شناخته می‌شود، یک دی جی، تهیه‌کنندهٔ موسیقی، آهنگساز و موسیقیدان نروژی است. او با ریمیکس آهنگِ I See Fire ساختهٔ اد شیرن و ریمیکس آهنگ Younger که در فیلم    ما دوستان تو هستیم به پخش در آمد، توجهات بین‌المللی را به خود جلب کرد. تک‌اهنگ او با نام Firestone نیز تاکنون بیش از ۴۰۰ میلیون بازپخش در یوتیوب و بالغ بر ۴۰۰ میلیون بازدید در رسانه جاری اسپاتیفای از اوت ۲۰۱۶ داشته‌است. آثار کیگو در ساوندکلاود و یوتیوب جمعاً بالغ بر ۳۰۰ میلیون بازدید داشته‌است.
آلبوم اخیر او «بچه‌های عاشق» (kids in love) نام دارد که اکثر آهنگ‌های آن با استفاده از پیانو و گیتار ساخته شده‌است.
کیگو تاکنون چندین تک‌آهنگ عرضه کرده‌است که از آن میان می‌توان به تک‌آهنگ‌های ID, Stole the Show, Here for You و Stay اشاره کرد که در چندین چارت بین‌المللی انتشار پیدا کردند. نخستین آلبوم استدیویی کیگو با نامِ Cloud Nine در تاریخ ۱۳ می ۲۰۱۶ منتشر شد. کیگو در ۲۱ اوت ۲۰۱۶ با اجرا در مراسم اختتامیه بازی‌های المپیک تابستانی ۲۰۱۶ به عنوان نخستین تهیه‌کنندهٔ موسیقی هاوس که در یک مراسم اختتامیه المپیک کار اجرا کرده، تاریخ‌ساز شد. کیگو ۲۲ سپتامبر ۲۰۱۷ آلبوم چندآهنگه خود با عنوان «خیره به ستاره‌ها» (Stargazing) را منتشر کرد.مادر وی دندان پزشک و پدر او در کشتی دریایی کار می کرد. دو خواهر و یک برادر دارد. وی جزو 10 دی جی برتر در دنیا است، شاید در ظاهر این چنین نباشد اما در حقیقت وی محبوب است و دو آهنگ او رتبه اول در Billboard را گرفته است. آهنگ های Born to be yours feat. Imagine dragons و آهنگ دوم Remind me to forget feat. Miguel.  
همکاری های مرتبط(آلن واکر)(تینا ترنر)،(سلنا گومز)،(الی گولدینگ)،(ریتا اورا)،(زارا لارسون) 
وی در سال۲۰۲۱تک آهنگی مشترک با(تینا ترنر)منتشر کرد.
او همچین در ژانویه سال ۲۰۲۴ با همکاری  ایوا مکس تک آهنگ whatever را منتشر کرد‌.

## فعالیت حرفه‌ای

### سال ۲۰۱۷
در ۹ فوریه سال ۲۰۱۷ کیگو دمویی از اثر مشترک خود با خوانندهٔ آمریکایی سلنا گومز را منتشر کرد. هر دو هنرمند در ۱۳ فوریه از طریق رسانه‌های مجازی خود به‌طور رسمی نام این اثر را که «اون من نیستم» می‌باشد، اعلام کردند. این قطعه در نهایت در ۱۶ فوریه ۲۰۱۷ منتشر شد. «اون من نیستم» تک‌آهنگِ اصلیِ آلبومِ دومِ کیگو به‌شمار می‌رود که قرار است به زودی منتشر شود.
کیگو در ۲۸ آوریل ۲۰۱۷ دومین تک‌آهنگ آلبوم خود به نام «اولین بار» را نیز با همکاری خوانندهٔ انگلیسی الی گولدینگ منتشر کرد.
۱۵ سپتامبر ۲۰۱۷ کیگو ریمیکسی از آهنگ «تو بهترین چیز دربارهٔ منی» (You're The Best Thing About me) اثر گروه یوتو را منتشر کرد، که به عنوان تک‌آهنگی مشترک با این گروه شناخته شد.
کیگو همچنین ۲۲ سپتامبر ۲۰۱۷ آلبوم چندآهنگه خود با عنوان «خیره به ستاره‌ها» (Stargazing) را منتشر کرد که علاوه بر تک‌آهنگ‌های پیشتر منتشرشدهٔ او به نام‌های «اون من نیستم» و «اولین بار» که به ترتیب با همکاریِ سلنا گومز و الی گولدینگ تهیه کرده بود، دو آهنگ تازه دیگر به نام‌های «خیره به ستاره‌ها» و «این شهرک» (This Town) به ترتیب با همکاریِ جاستین جسو (Justin Jesso) و ساشا اسلون (Sasha Sloan) و همچنین ریمیکس مشترکش با گروه یوتو را نیز شامل می‌شد.
۱۹ اکتبر ۲۰۱۷ کیگو در حساب فیس‌بوک خود اعلام کرد که دومین آلبوم استدیویی او «بچه‌های عاشق» (Kids In Love) نام دارد. این آلبوم ۳ نوامبر ۲۰۱۷ منتشر شد. تک‌آهنگ اصلی این آلبوم به نام Kids In Love هم ۲۰ اکتبر ۲۰۱۷ انتشار پیدا کرد. این آلبوم شامل 8 قطعه می‌شود.

## نام هنری

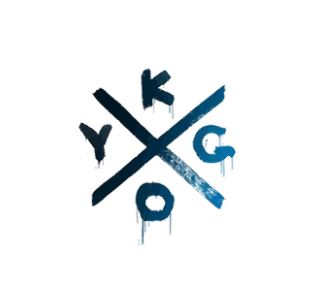
لوگوی KYGO در آلبوم Cloud Nine سال ۲۰۱۶

نام هنری او برای سخنوران نروژی‌زبان می‌تواند به شکل [ky:ɡu:] و برای سخنورانِ انگلیسی‌زبان به گونهٔ /kaɪɡoʊ/ تلفظ شود. هر دوی این تلفظ‌ها می‌توانند به جای یکدیگر بکار گرفته شوند؛ اما تلفظِ نروژی به عنوان تلفظ مرجع که ریشهٔ این نام از آن مشتق شده، در سایرِ زبان‌ها معیار می‌باشد.
شیره به نامِ هنریِ خود در دورهٔ دبیرستان هنگامی که از طریق یک سامانهٔ آموزشِ مجازی به نام It's Learning یک نام کاربری دریافت کرده بود، دست پیدا کرد. این سامانه از بخش‌های مختلف نام او یک نام خودمانی ساخته بود؛ به این‌گونه که "Ky" نشانگر دو حرف ابتداییِ نام او "Kyrre" (حرف K ِ نام او در نروژی شین تلفظ می‌شود)، و "go" نشانگر دو حرف ابتداییِ نام خانوادگیِ او "Gørvell-Dahll" بود. حرف ø نیز در رایانش معمولاً با o جایگزین می‌شود.
کیگو در مصاحبه‌ای با نشریهٔ Fanaposten چاپِ نروژ بیان کرد که «کیگو (Kygo) به عنوان یک نام هنری کاملاً عالی و بی‌نقص است. تلفظ آن هم در نروژی و هم در انگلیسی ساده است. [به همین خاطر در آینده] نیازی نیست که نام هنری‌ام را تغییر بدهم.»

## آلبوم‌شناسی

### آلبوم‎های استدیویی
- Cloud Nine (2016)
- Kids in Love (2017)

### آلبوم‎های چندآهنگه
- Stargazing (2017)

## فیلم‌شناسی

### فیلم
| سال  | عنوان          | نقش  | مدت زمان | توضیحات             | منبع   |
| ---- | -------------- | ---- | -------- | ------------------- | ------ |
| 2017 | Stole the Show | خودش | ۵۱ دقیقه | مستندی از اپل موزیک | [ ۱۶ ] |

### تلویزیون
| سال  | عنوان                | نقش  | اپیزودها           | توضیحات          | منبع   |
| ---- | -------------------- | ---- | ------------------ | ---------------- | ------ |
| 2015 | Bring On the Night   | خودش | ۲ (فصل ۱)          | مستندی از VGTV   | [ ۱۷ ] |
| 2015 | Nøkkelen til suksess | خودش | ۱(فصل ۱، اپیزود ۴) | مستندی از ان‌آرکا | [ ۱۸ ] |

## تورهای کنسرت
- تور Endless Summer (2014)
- تور Cloud Nine (2016)